# Musée départemental de préhistoire corse et d'archéologie de Sartène
Le musée de Préhistoire corse et d'Archéologie de Sartène est situé à Sartène, en Corse. Créé en 1977, il était géré par le Conseil départemental de la Corse-du-Sud et bénéficie du label « Musée de France ». Depuis la fusion des départements et de la Région, il relève de la Collectivité de Corse.

## Historique
L'origine de ce musée se trouve dans le dépôt de fouille municipal que la commune de Sartène a installé en 1969 dans un bâtiment utilisé comme maison d'arrêt de 1843 à 1945. En 1970, il devient le centre de Préhistoire corse, dirigé par Roger Grosjean, qui meurt en 1975. En 1977, la structure est transformée en musée archéologique départemental et passe sous la tutelle de la direction des Musées de France.
Le bâtiment devenant trop petit, une extension de 1 400 m2 sur trois niveaux est construite, accolée à l'ancien bâtiment. Le conseil général de la Corse-du-Sud a été le maître d’ouvrage de ce projet qui a bénéficié également de crédits de l’État, de la Collectivité territoriale de Corse et de fonds européens. Son inauguration a eu lieu le 16 mai 2009, lors de la 5e nuit des musées.

## Collections
Les collections d'origine, issues notamment des nombreuses fouilles de l’archéologue Roger Grosjean, se sont enrichies rapidement de nombreux éléments archéologiques régionaux couvrant les périodes allant de la Préhistoire au début du Moyen Âge. Avec plus de 250 000 objets dans ses réserves, il se place désormais comme le musée archéologique le plus important de Corse.
On peut y voir notamment :
- une salle consacrée aux statues-menhir ;
- une présentation chronologique des peuplements néolithiques de la Corse à travers des objets de l'industrie lithique, de métallurgie ou de poterie ;
- une partie des monnaies d'or romaines provenant du trésor de Lava ;
- un centre de documentation et une salle de conférence.

## Fréquentation
| Année | Entrées gratuites | Entrées payantes | Total  |
| ----- | ----------------- | ---------------- | ------ |
| 2015  | 4 968             | 4 406            | 9 374  |
| 2016  | 4 650             | 5 892            | 10 542 |
| 2017  | 3 140             | 5 905            | 9 045  |
| 2018  | 4 191             | 5 101            | 9 292  |
| 2019  | 5 897             | 4 497            | 10 394 |
| 2020  | 1 824             | 2 587            | 4 411  |
| 2021  | 2 075             | 3 860            | 5 935  |